# Foc-Foc
Foc-Foc est un plateau de France situé dans les Hauts de La Réunion, dans le massif du Piton de la Fournaise.

## Géographie
Situé dans le sud de l'île de La Réunion, ce plateau des Hauts est bordé au nord-est par le rempart de l'Enclos Fouqué, à l'ouest par la vallée de la rivière Langevin, au sud par la vallée de la ravine Basse Vallée et au sud-est par la forêt de la Crête ; en direction du nord-ouest, les pentes du volcan le relie à la plaine des Sables. Il s'étage entre 2 000 et 2 250 mètres d'altitude, culminant au piton de Bert ou de Bois Vert à 2 261 mètres d'altitude ; d'autres cônes volcaniques se trouvent au sud-est avec les puys Ramond, le piton de l'Eau et le piton Taye Poule. Son réseau hydrographique est constitué de nombreuses ravines qui y prennent leur source et qui s'écoulent en direction du sud ; cependant, la nature volcanique très poreuse du sol fait qu'elles y sont généralement à sec hormis lors de fortes pluies.
D'un point de vue administratif, la limite communale entre Saint-Joseph à l'ouest et Saint-Philippe à l'est passe sur le plateau, du nord au sud. Il est inclus dans le parc national de La Réunion. Il est traversé par plusieurs sentiers de randonnée dont le sentier du Tremblet et le sentier du puys Ramond qu'empruntent le sentier de grande randonnée GR R2 et l'une de ses variantes.

## Météorologie
Exposé aux alizés et formant l'un des premiers reliefs rencontrées par les masses nuageuses venant de l'océan Indien à l'est et au sud, le plateau connait une importante pluviométrie.
En conditions cycloniques, cette configuration lui permet de dépasser ses valeurs normales et même de détenir plusieurs records mondiaux établis entre le 7 et le 8 janvier 1966 lors du cyclone Denise, :
- 12 heures avec 1 144 millimètres ;
- 24 heures avec 1 825 millimètres.

Ces valeurs sont à mettre en perspective avec d'autres sites qui font ou qui ont fait l'objet de records mondiaux de pluviométrie comme le cratère Commerson et Aurère également La Réunion ainsi que Cherrapunji en Inde où il est par exemple tombé 2 493 millimètres en deux jours les 15 et 16 juin 1995.